# Comuna Zalujjea, Iavoriv
Zalujjea (în ucraineană Залужжя) este o comună în raionul Iavoriv, regiunea Liov, Ucraina, formată din satele Borîsî, Kovali, Novîi Iar, Novînî, Starîi Iar, Țetulea, Vakulî și Zalujjea (reședința).

## Demografie
Componența lingvistică a comunei Zalujjea
     Ucraineană (99,85%)
     Alte limbi (0,13%)
Conform recensământului din 2001, majoritatea populației comunei Zalujjea era vorbitoare de ucraineană (99,85%), existând în minoritate și vorbitori de alte limbi.